# Уилям Девъръл
Уилям Девъръл (на английски: William Deverell) е канадски сценарист и писател, автор на бестселъри в жанра трилър, активист и адвокат по наказателни дела.

## Биография и творчество
Уилям Хърбърт Девъръл е роден на 4 март 1937 г. в Реджина, Саскачеван, Канада.
След гимназията работи като журналист в „Канадиан Прес“ в Монреал и във „Ванкувър Сън“. Завършва право в Университета на Саскачеван, като едновременно работи като нощен редактор за „Саксатаун Стар-Феникс“. Завършва с отличие право през 1963 г. и в продължение на 15 години практикува във Ванкувър по граждански, трудови и наказателни дела, като адвокат или прокурор. Основател и почетен председател на Асоциацията за защита на гражданските права в Британска Колумбия.
В края на 70-те започва да пише романи използвайки богатия си професионален опит. Първото му произведение – трилърът „Needles“ е издаден през 1979 г. Той става бестселър, удостоен е с награда от 50 000$ и през 1981 г. става книга на годината.
В романите си, като „Убийте всички адвокати“ от 1994 г., влага и политическа сатира.
През 1997 г. излиза първият трилър „Trial of Passion“ от известната му поредица „Артур Бошан“. Тай е удостоен с наградите „Дашиъл Хамет“ и „Артър Елис“.
На базата на книгата му „Street Legal – the Betrayal“ е направен през 1987-1988 г. сериала „Street Legal“. През 1989 г. романът „Mindfield“ е екранизиран с участието на Майкъл Айрънсайд, Лиза Ланглоа и Кристофър Плъмър.
Уилям Девъръл живее в Пендър Айлънд, Британска Колумбия и в Коста Рика.

## Произведения

### Самостоятелни романи
- Needles (1979)
- High Crimes (1981)
- Mecca (1983)
- The Dance of Shiva (1984)
- Platinum Blues (1988)
- Mindfield (1989)
- Fatal Cruise (1992)
- Kill All the Lawyers (1994)
Убийте всички адвокати, изд. „Весела Люцканова“ (1994), прев. Владимир Германов
- Street Legal – the Betrayal (1995)
- Slander (1999)
- The Laughing Falcon (2001)
- Mind Games (2003)

### Серия „Артур Бошан“ (Arthur Beauchamp)
1. Trial of Passion (1997) – награда „Артър Елис“ и „Хамет“
2. April Fool (2005) – награда „Артър Елис“
3. Kill All the Judges (2008)
4. Snow Job (2009)
5. I'll See You in My Dreams (2011)
6. Sing a Worried Song (2015)

### Документалистика
- A Life on Trial: The Case of Robert Frisbee (2002)

### Филмография
- 1985 Shellgame – ТВ филм
- 1987 – 1988 Street Legal – ТВ сериал
- 1989 Mindfield